# Yangqitan (köpinghuvudort i Kina, Zhejiang Sheng, lat 29,44, long 118,54)
Yangqitan (kinesiska: 杨旗坦, 汾口镇) är en köpinghuvudort i Kina. Den ligger i provinsen Zhejiang, i den östra delen av landet, omkring 180 kilometer sydväst om provinshuvudstaden Hangzhou. Antalet invånare är 38 588. Befolkningen består av 19 861 kvinnor och 18 727 män. Barn under 15 år utgör 16,0 %, vuxna 15-64 år 70 %, och äldre över 65 år 13,0 %.
Runt Yangqitan är det ganska tätbefolkat, med 104 invånare per kvadratkilometer. Yangqitan är det största samhället i trakten. I omgivningarna runt Yangqitan växer i huvudsak blandskog.
Genomsnittlig årsnederbörd är 2 495 millimeter. Den regnigaste månaden är juni, med i genomsnitt 499 mm nederbörd, och den torraste är oktober, med 55 mm nederbörd.